# ヴィクトル・シュルシェール
ヴィクトル・シュルシェール (Victor Schœlcher; 1804年7月22日 - 1893年12月25日) は、フランスの政治家、ジャーナリスト、芸術評論家。フランス植民地における奴隷制廃止運動を推進し、1848年の二月革命により成立した臨時政府の海軍省植民地担当国務次官として、同年4月27日付奴隷制廃止政令の制定にこぎつけた。

## 背景
ヴィクトル・シュルシェールは1804年7月22日、パリ5区（現10区）フォブール＝サン＝ドニ通りのブルジョワ・カトリック家庭に生まれた。父マルク・シュルシェールはアルザス地方のフェッセンアイム（オー＝ラン県）に生まれ、アルザス陶磁器製造業者であった。
コンドルセ高等学校（パリ9区）卒業後、ジャーナリストとしてサロン（社交界）に出入りするようになり、ジョルジュ・サンド、ベルリオーズ、リストらと知り合った。やがて家業に携わるようになり、営業担当として1828年から1830年にかけて、米国、キューバ、メキシコに赴任した。このとき、奴隷制の現実を目の当たりにしたシュルシェールは、文芸誌『ルヴュ・ド・パリ』に奴隷制に関する記事を発表した。また、1830年から1833年にかけて週刊誌『アルティスト』に美術評論を発表している。1832年に父の陶磁器製造所を受け継いだが、まもなく売却し、慈善活動に専念した。共和主義運動に参加するようになったのもこの頃で、後にエティエンヌ・アラゴ、ゴドフロワ・カヴェニャック、ルイ・ブラン、ピエール・ルルー、フェリクス・ピヤ、フェルディナン・フロコンらとともにアレクサンドル・ルドリュ＝ロランが創刊した日刊紙『レフォルム』に定期的に寄稿し（第二帝政の成立時に廃刊）、さらにフリーメイソンのロッジ「真実の友」、次いで「寛大なる友情」の会員になった。
1833年、シュルシェールは初著書『黒人奴隷制と植民地法について』を発表した。

## 奴隷貿易・奴隷制廃止への動き (1830年まで)

### サン＝ドマング - 1794年の奴隷制廃止

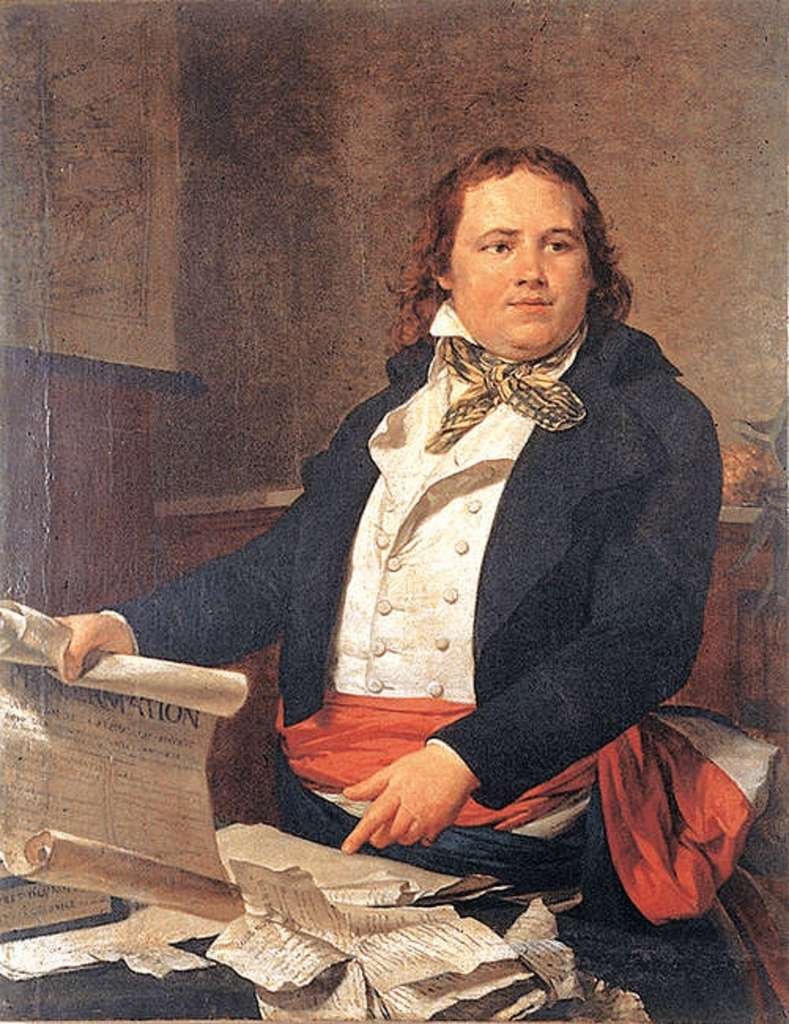
レジェ＝フェリシテ・ソントナ (18世紀末)

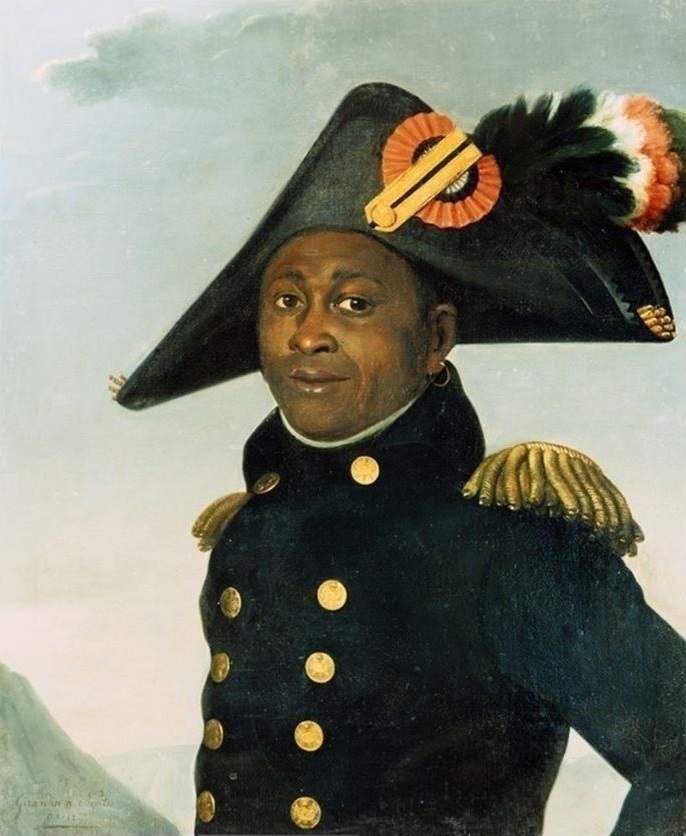
トゥーサン・ルーヴェルチュール

シュルシェールが生まれた1804年は、フランスの植民地サン＝ドマングで黒人の指導者ジャン＝ジャック・デサリーヌが独立を宣言し、国号をハイチに改め（ハイチ帝国）、ハイチ皇帝に即位した年である。サン＝ドマングでは1789年にフランス革命が勃発したときに有色自由人らによる内戦が始まり、革命政府によって使節として送り込まれたレジェ＝フェリシテ・ソントナにより1793年に奴隷解放が宣言された。1794年2月4日には国民公会がこれを認め、全フランス植民地で奴隷制が廃止された（ただし、マルティニークは同年から1802年のアミアンの和約までイギリス軍の占領が続いたため、廃止が適用されなかった）。だが、この8年後の1802年5月20日にはフランスを掌握したナポレオン・ボナパルトが制定した政令により再び奴隷制が復活し、サン＝ドマングとグアドループに遠征軍が送られた。グアドループではアントワーヌ・リシュパンスの軍隊により黒人の反乱が鎮圧され、サン＝ドマングでは黒人の指導者トゥーサン・ルーヴェルチュールが逮捕されフランスで処刑された（シュルシェールは後の1889年に『トゥーサン・ルーヴェルチュールの生涯』を著している）。しかし、翌1803年11月の戦いではフランス軍が大敗を喫し、ハイチ帝国が成立した。

### 欧州諸国・米国
他の欧州諸国では、1807年にイギリス帝国とデンマークで奴隷貿易が禁止され、1815年のウィーン会議で理論上、奴隷貿易の禁止が承認された。1816年にはベネズエラでシモン・ボリバルにより奴隷制が廃止され、1819年に大コロンビア共和国が成立した。1822年、アメリカ合衆国によりアルゼンチン、大コロンビア、メキシコの独立が承認された。イギリスでは、1823年に反奴隷制度協会が設立され、1833年に奴隷制度廃止法が成立した。1838年には徒弟制度も廃止され、黒人は完全な自由を獲得した。

### パリ - マルティニーク
一方、パリでは、1822年にキリスト教道徳協会が設立され、この活動の一環として、オーギュスト・ド・スタールが奴隷貿易・奴隷制廃止委員会を立ち上げた。植民地でも奴隷制廃止の要求が強まり、マルティニークでは1824年から1825年にかけてシリル・ビセットらが有色自由人の市民権を要求するパンフレット「フランス領アンティルにおける有色自由人の状況」を配布するなどの活動を展開したが、このために裁判にかけられ、10年にわたるフランス植民地からの追放を言い渡された。

## 世界各国の奴隷制に関する調査
1830年に帰国したシュルシェールは、以後、世界各国で奴隷制に関する調査を行った。まず欧州諸国（英国、アイルランド、オランダ、ドイツ、スペイン、イタリア）を視察し、さらに再び中南米を訪れ、カリブ海諸島（特にグアドループ、マルティニーク、ジャマイカ、アンティグア、ドミニカ、ハイチ、アンティル、プエルトリコ、デンマーク植民地）における奴隷制の現状および英国植民地における1838年の奴隷解放後の状況を調査し、調査結果を著書『奴隷制廃止 ― アフリカ人および混血の肌の色に対する偏見の批判的検証』(1840年)、『フランス植民地 ― 奴隷制即時廃止』(1842年)、『他国の植民地およびハイチ ― 英国による奴隷解放の結果』(1843年)、『労働者による奴隷制即時廃止の請願書』(1844年) で報告した。

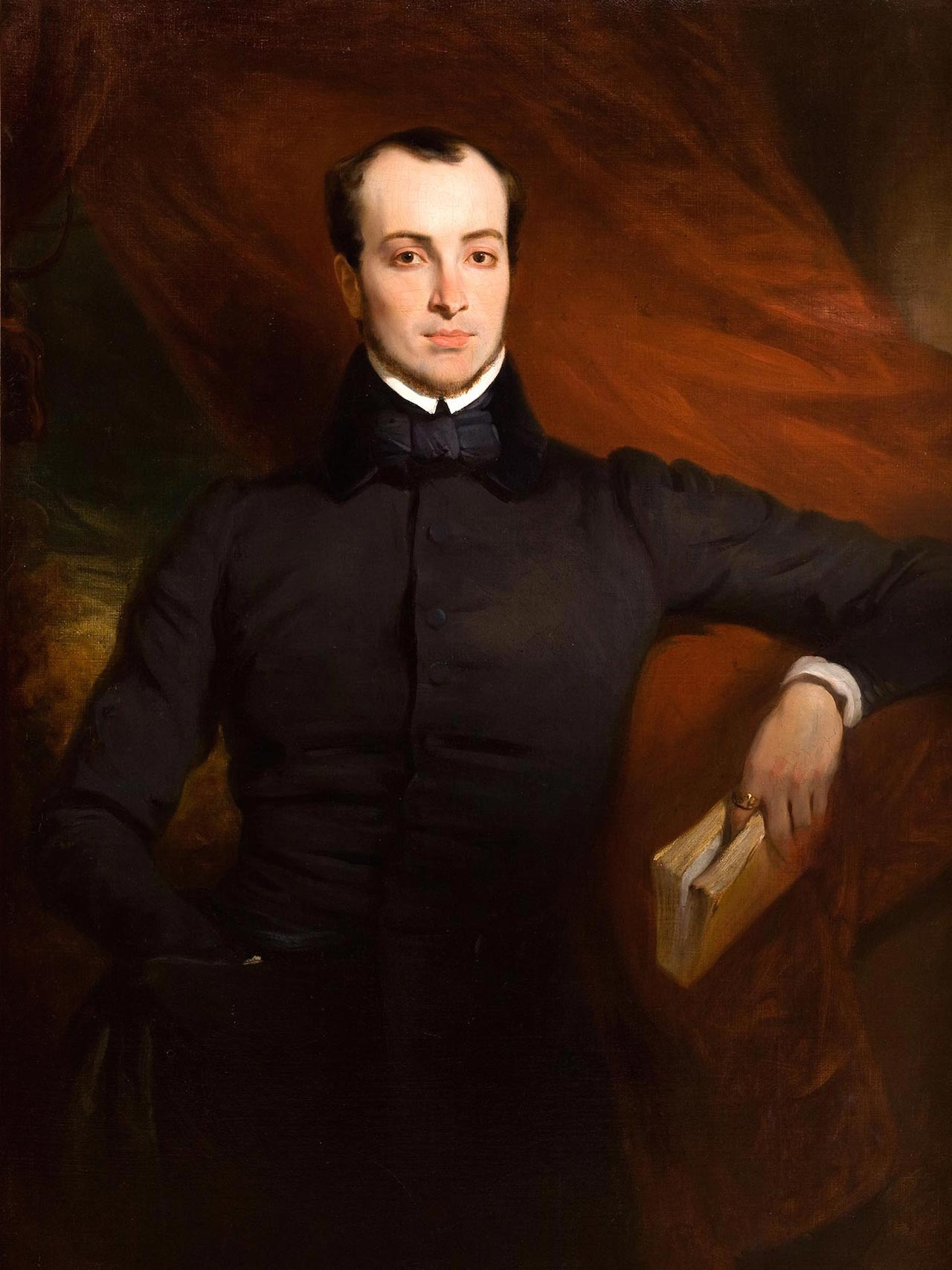
シュルシェールの肖像画

次にイスラム諸国における奴隷について調査するために東部地中海沿岸地方に向かい、トルコとエジプトに滞在した後、ギリシャを訪れた。この結果は主に『1845年のエジプト』で報告した。
この後、同じく奴隷制と捕虜の状態を調査するためにサブサハラ・アフリカ地域に向かい、1847年9月から1848年1月にかけてセネガルとガンビアに滞在した。この間、1847年に『奴隷制に関する過去2年間の出来事』を著した。
こうした調査のかたわら、芸術評論家（特に音楽、美術）であった彼は、世界各国から多くの美術工芸品や民族誌学・考古学の資料を多数持ち帰り、晩年に、国立図書館、パリ国立高等音楽院、国立高等美術学校（エコール・デ・ボザール）、トロカデロ民族誌博物館、国立考古学博物館、国立中世美術館およびグアドループ、マルティニーク、フランス領ギアナの関連施設に寄贈した。

## 奴隷貿易・奴隷制廃止への動き (1830年以降)

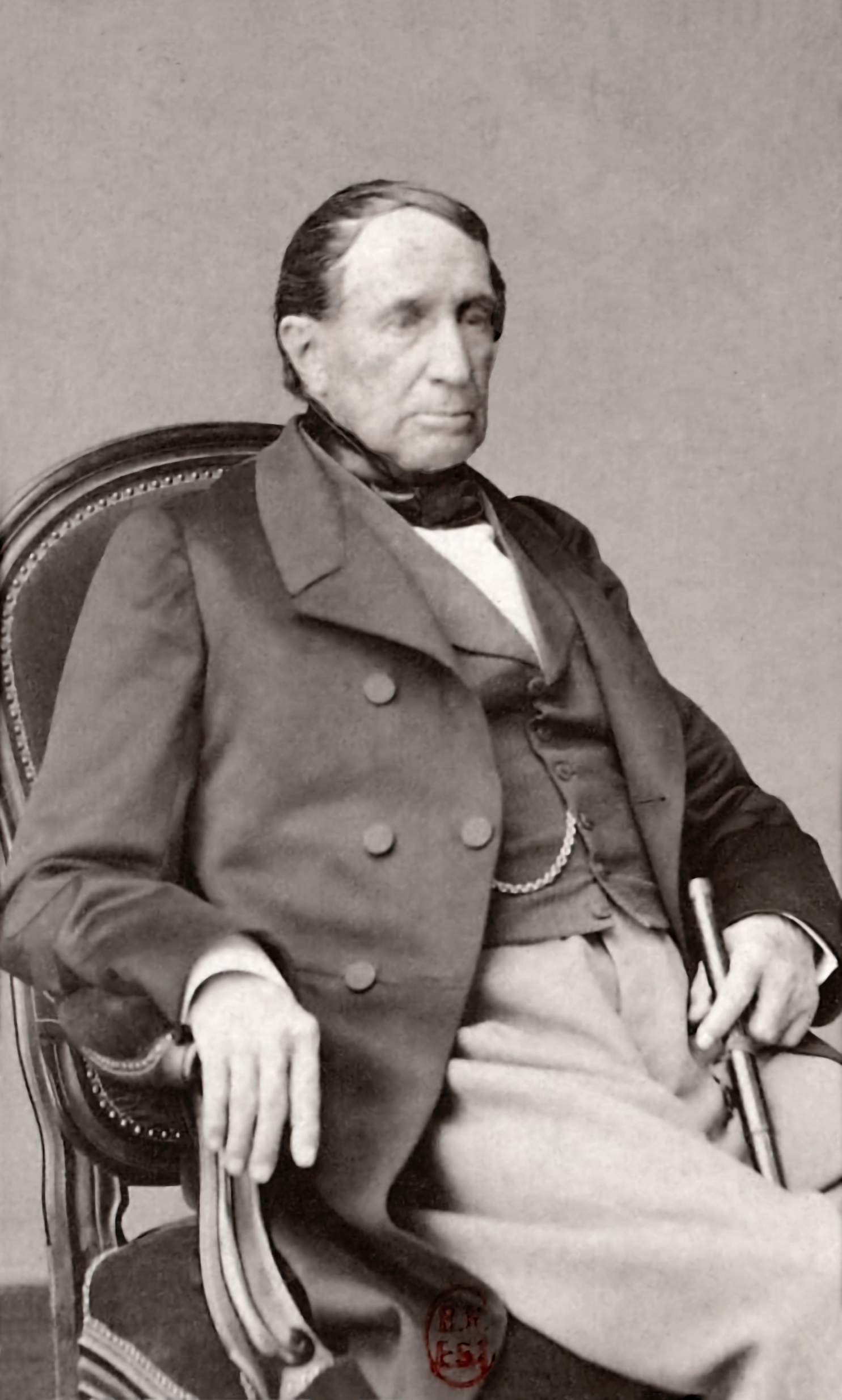
ヴィクトル・ド・ブロイ

この間フランス国内では、1831年に有色自由人の市民権が認められ、同年3月4日付法律により奴隷貿易が禁止された。1834年には、マルティニークを追放されパリに亡命していたシリル・ビセットが有色人協会を設立し、『植民地誌』を創刊した。
同年、キリスト教道徳協会の奴隷貿易・奴隷制廃止委員会によりフランス奴隷制廃止協会が設立された。フランス奴隷制廃止協会の会長で、後に外相次いで在英フランス大使に任命されたヴィクトル・ド・ブロイは、植民地・奴隷制に関する法改正のための委員会を設置し、自ら委員長を務めた。ブロイ委員会には、後に海軍・植民地大臣となったアンジュ・ルネ・アルマン・ド・マコーのような保守派も含まれていた。彼は奴隷解放よりも奴隷の境遇改善を主張しており、この結果、ブロイ委員会報告を受けて提出・可決されたマコー法（1845年施行）は、奴隷の結婚権、財産権、遺産相続権、本人および家族の自由を買い戻す権利、宗教教育や初等教育を提供する義務などに制限されたものであった。
一方、早くから奴隷制廃止を呼びかけていたル・マン聖霊会および聖十字聖母マリア会の司教カジミール・デュグージョンは、1845年に『フランス植民地における奴隷制』を著し（彼は1848年にシュルシェールの推薦によりグアドループの使徒座知牧となったが、プランテーション経営者らの反対に遭い、翌49年にフランスに戻らざるを得なくなった）、フリーメイソンも1836年にグアドループに「ヒラムの弟子」ロッジを設立するなど（ヒラムはフリーメイソンの始祖）、奴隷制廃止の要求が強まっていた。

## 1848年、奴隷制廃止

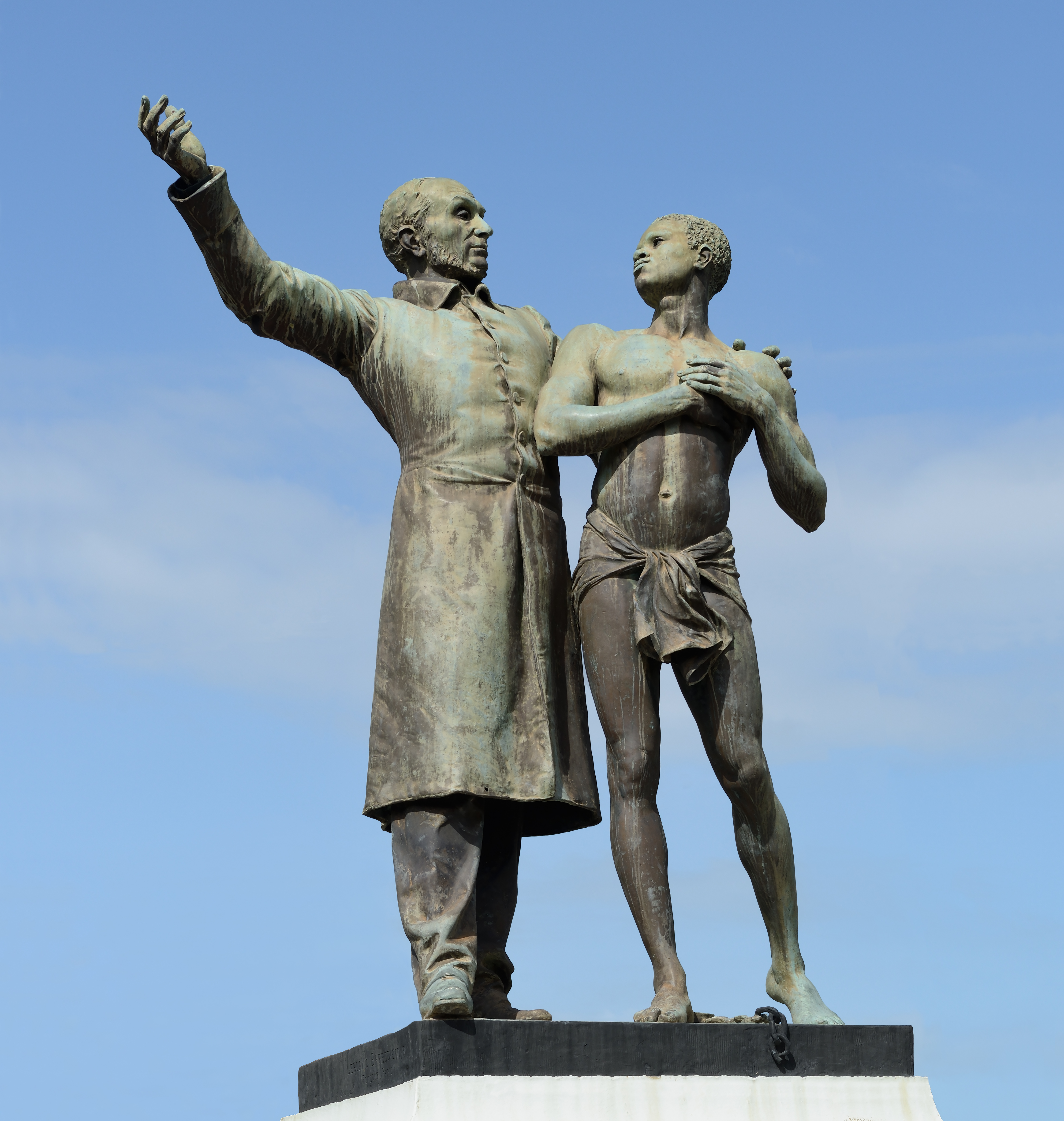
カイエンヌ（フランス領ギアナ）のヴィクトル・シュルシェール像 (ルイ＝エルネスト・バリアス作)

1848年の二月革命により七月王政が廃止され、1848年の臨時政府が成立した。臨時政府にはアルフォンス・ド・ラマルティーヌ外相、アドルフ・クレミュー法相、フランソワ・アラゴ海軍相ほか、ルドリュ＝ロラン、ガルニエ・パジェス、ルイ・ブラン、フェルディナン・フロコンらの奴隷制廃止論者が多数参加し、シュルシェールは海軍省植民地担当国務次官に任命された。彼は早速、奴隷制廃止委員会を設置し、自ら委員長として奴隷制の全面的かつ即時廃止のための法令を策定し、臨時政府により承認された。同法令は1848年4月20日に発布され、フランスにおける奴隷制は廃止された。
1848年憲法の制定とともに第二共和政が成立すると、シュルシェールはグアドループおよびマルティニークの人民代表に選ばれた。彼はマルティニークに置かれたフランス領アンティル統括政府の代表を務め、グアドループについては現地のルイジ・マチューを代理に任命した。シュルシェールは以後、グアドループおよびマルティニークの現状について『グアドループの選挙に関する新報告書』(1849年)、『マルティニークの労働者・農民にとっての真実』(1849年)、『誹謗中傷に対するフランス黒人・ムラート市民の抗議』(1851年)、『マリー＝ガラント裁判』(1851年)、『死刑廃止』(1851年) を発表した。また、アメリカ合衆国で逃亡奴隷法案が可決されたことを受けて、『アメリカ合衆国の奴隷制』、『逃亡奴隷に関する1850年9月18日付法律』、『キューバの反乱とアメリカ合衆国』を著した。

## 1851年、ルイ＝ナポレオンのクーデター、国外追放
1851年、ルイ＝ナポレオンがクーデターで実権を握り、皇帝に即位しナポレオン3世となると、クーデターに反対したシュルシェールは国外追放の処分を受けた。彼はスイス、ドイツ経由でベルギーに向かい、ブリュッセルにしばらく滞在した後、ロンドンに向かった。同じく1851年にベルギーに亡命し、その後、ジャージー島およびガーンジー島に移り住んだヴィクトル・ユーゴーを訪れ、交流を深めるようになった。1852年、12月2日のクーデターについて『12月2日の一連の犯罪』、翌53年には『12月2日の政府』を著した。

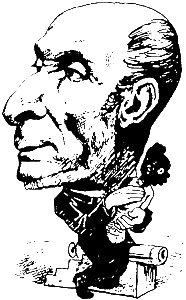
アンドレ・ジルによるシュルシェールの風刺画

1852年には第二帝政の帝国憲法により、植民地における参政権の行使が禁止され、さらにアフリカ・インドの英国統治領からフランス植民地へ労働者を導入することになった（この年、米国ではハリエット・ビーチャー・ストウの『アンクル・トムの小屋』が出版された）。シュルシェールはこれについて『クーデターを起こした男たちと同盟を結ぶ英国の危険』(1854年) を著した。元老院政令により植民地に県会が置かれ、55年のゲイドン法令および57年のユッソン法令によりそれぞれマルティニークとグアドループに「労働警察」が置かれた。1859年にナポレオン3世が国外追放者に恩赦を与えたが、シュルシェールはこれを拒否した。
アメリカ合衆国では1859年に奴隷制廃止運動家のジョン・ブラウンが反逆罪で裁判にかけられ、絞首刑に処せられた。1861年に大統領に就任したエイブラハム・リンカーンが南北戦争で北部を指導し、63年に奴隷解放宣言を発した。一方、この2年後の65年にはクー・クラックス・クランか結成され、ジャマイカではポール・ボーグルが率いる黒人の反乱事件「モラント湾の暴動（ジャマイカ事件）」が発生した。

## 1870年、第二帝政崩壊、帰国
1870年に普仏戦争が勃発し、シュルシェールはパリに戻った。9月2日にセダンの戦いでナポレオン3世が降伏し、第二帝政は終焉を迎えた。国防政府が成立し、共和制を宣言。シュルシェールはパリ防衛委員会の副委員長およびパリで結成されたアルザス委員会の委員長を務めた。1871年の総選挙ではパリの人民代表、次いで4月にフランス領ギアナおよび再びマルティニークの人民代表に選出された。以後、再び調査と執筆活動に専念し、労働警察に関する『マルティニークのゲイドン法令とグアドループのユッソン法令』、再びルイ＝ナポレオンのクーデターに関する『12月2日 ― パリの虐殺』のほか、『家族、土地、キリスト教』、『植民地の陪審員』、『マルティニークの略奪、放火、殺人の大陰謀』、『ナタールの黒人貿易復活』、『聖パウロの真実 ― 生涯と道徳』、『1880年のセネガルの奴隷制』、『ブラジルの奴隷制』、『トゥーサン・ルーヴェルチュールの生涯』などを著した。

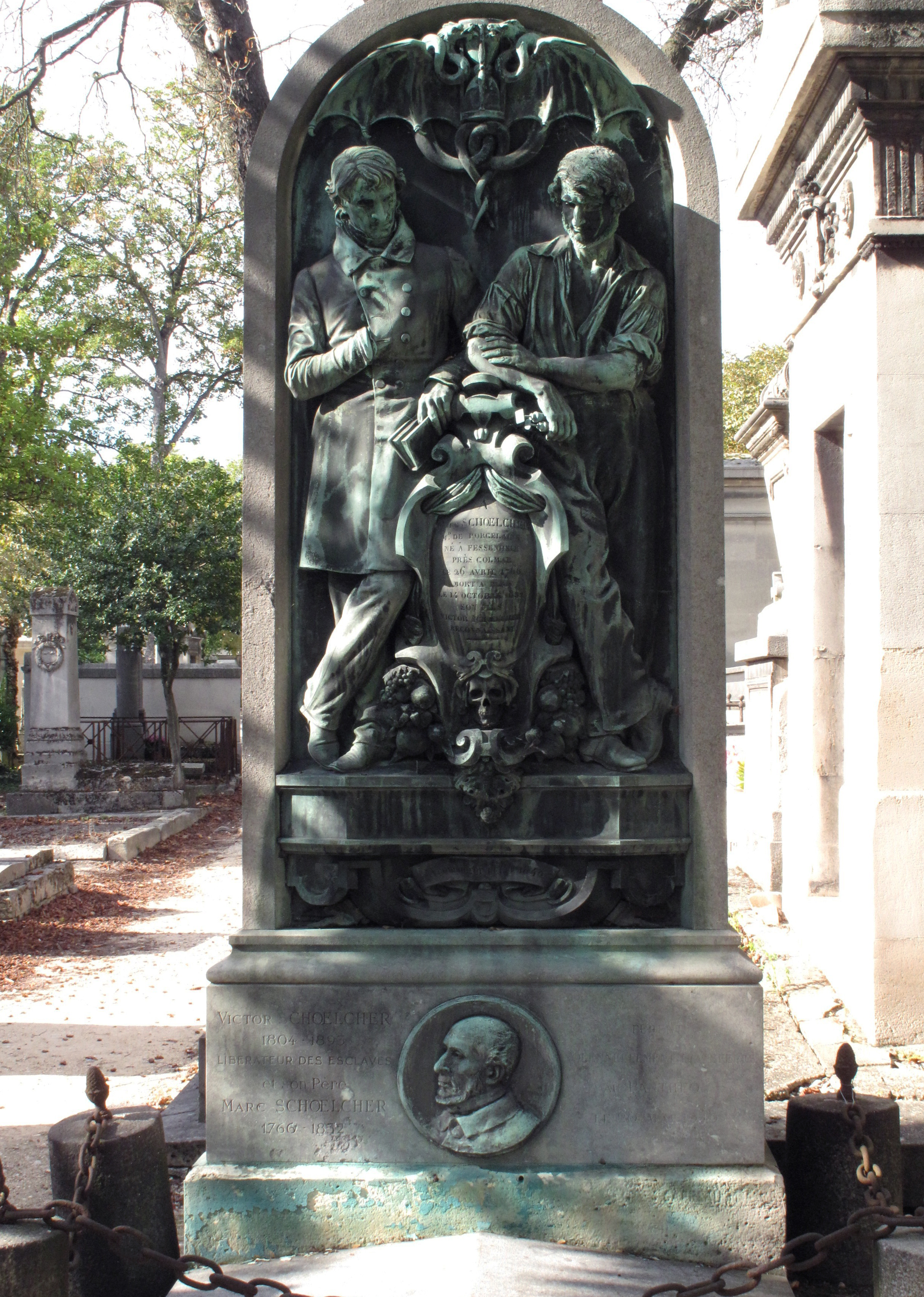
ペール・ラシェーズ墓地のシュルシェールの墓

また、海軍・植民地省の植民地労働委員会の委員、クレオール共済組合会長、植民地高等評議会議員を歴任し、1875年に元老院終身議員に任命された。さらに、グアドループの政治家ガストン・ジェルヴィル＝レアシュとともに『植民地指導員』紙を創刊するほか、女性の境遇改善協会や女性の権利連盟に参加して女性の地位向上のために尽力し、ロンドンの児童養育院・共同宿泊所を視察し、初等教育の無償化・義務化について元老院で報告するなど、より幅広い分野で重要な役割を果たした。
晩年はウイユ（イル＝ド＝フランス地域圏、イヴリーヌ県）に引っ越し、1893年12月25日に死去した。翌94年1月5日にペール・ラシェーズ墓地に埋葬され、1949年5月20日にパンテオンに合祀された。
私たちに、そして私たちの子孫に言い続けよう。この地球上に一人でも奴隷がいる限り、それは人類全体に対する絶えることのない侮辱である。― ヴィクトル・シュルシェール

## 著書
- De l'esclavage des Noirs et de la législation coloniale (黒人奴隷制と植民地法について), Paulin, 1833.
- Abolition de l'esclavage. Examen critique du préjugé contre la couleur des Africains et des sang-mêlés (奴隷制廃止 ― アフリカ人および混血の肌の色に対する偏見の批判的検証), Pagnerre, 1840.
- Des colonies françaises. Abolition immédiate de l'esclavage (フランス植民地 ― 奴隷制即時廃止), Pagnerre, 1842.
- Colonies étrangères et Haïti. Résultats de l'émancipation anglaise (他国の植民地およびハイチ ― 英国による奴隷解放の結果), Pagnerre, 1843
- De la pétition des ouvriers pour l'abolition immédiate de l'esclavage (労働者による奴隷制即時廃止の請願書), Pagnerre, 1844
- L'Égypte en 1845 (1845年のエジプト), Pagnerre, 1846
- Histoire de l'esclavage pendant les deux dernières années (奴隷制に関する過去2年間の出来事). Pagnerre, 1847.
- Nouvelles observations sur les élections de la Guadeloupe (グアドループの選挙に関する新報告書), 1849.
- La Vérité aux ouvriers et cultivateurs de la Martinique (マルティニークの労働者・農民にとっての真実), Pagnerre, 1849.
- Protestations des citoyens français nègres et mulâtres contre des accusations calomnieuses (誹謗中傷に対するフランス黒人・ムラート市民の抗議). 1851.
- Le procès de Marie-Galante (マリー＝ガラント裁判), E. de Soye et Ce, Imprimeurs, 1851.
- Abolition de la peine de mort (死刑廃止), Librairie de la propagande démocratique et sociale européenne, 1851.
- L’esclavage aux États-Unis (アメリカ合衆国の奴隷制), 1851.
- La loi du 18 septembre 1850 sur les esclaves fugitifs (逃亡奴隷に関する1850年9月18日付法律), 1851.
- L’insurrection de Cuba et les États-Unis (キューバの反乱とアメリカ合衆国), 1851.
- Histoire des crimes du 2 décembre (12月2日の一連の犯罪), 1852.
- Le gouvernement du 2 décembre (12月2日の政府), 1853.

- Dangers to England of the alliance with the men of the Coup d’Etat (クーデターを起こした男たちと同盟を結ぶ英国の危険), London, N. Trübner & Co. 1854 (初版); Kessinger Publishing, 2010; Scholar's Choice, 2015 (新版, 初版・新版とも英語)
- Life of Haendel (ヘンデルの生涯), London, N. Trübner & Co. 1857
- Sunday Rest (日曜の安息), London: Austen, 1870 (英語)
- L’arrêté Gueydon à la Martinique et l’arrêté Husson à la Guadeloupe (マルティニークのゲイドン法令とグアドループのユッソン法令), Armand le Chevalier, 1872
- Le deux décembre. Les massacres dans Paris (12月2日 ― パリの虐殺), Librairie de la Bibliothèque Démocratique, 1872
- La famille, la propriété et le christianisme (家族、土地、キリスト教), Librairie de la Bibliothèque démocratique, 1873.
- Le jury aux colonies (植民地の陪審員), Le Chevalier, 1873.
- La grande conspiration du pillage, de l’incendie et du meurtre à la Martinique (マルティニークの略奪、放火、殺人の大陰謀), Le Chevalier, 1873.
- Restauration de la traite des Noirs à Natal (ナタールの黒人貿易復活), Imprimerie de F. Brière, 1877
- Le Vrai Saint-Paul : sa vie, sa morale (聖パウロの真実 ― 生涯と道徳), Librairie centrales des publications populaires, 1879
- L'Esclavage au Sénégal en 1880 (1880年のセネガルの奴隷制), Librairie centrales des publications populaires, 1880
- Modernité de la musique (音楽の近代性), 1881.
- L’esclavage au Brésil (ブラジルの奴隷制), Guillaumin, 1881
- Polémique colonial (植民地論争), Dentu, 1882, 1886 (初版2巻); L'Harmattan, 2004 (新版).
- L’immigration aux colonies (植民地への移住), Imprimerie du Moniteur des Colonies, 1883.
- Vie de Toussaint Louverture (トゥーサン・ルーヴェルチュールの生涯), Ollendorff, 1889 (初版); Karthala, 1982 (新版).

## 参考資料
- Victor Schoelcher (1804-1893). Une vie, un siècle. L'esclavage d'hier à aujourd'hui - Sénat